# 군종교구
군종교구(軍宗敎區, Military Ordinariate)는 군에 복무하는 가톨릭신자 군인의 관리를 위하여 설정된 지역기반이 아닌 특수 관리 교구의 하나이다.

## 군종교구가 설치된 국가
- 대한민국: 천주교 군종교구
- 독일: 독일 군종교구

## 같이 보기
- 군종 (병과)